# كارلا أشفورد
كارلا أشفورد (بالإنجليزية: Carla Ashford)‏ هي مجدفة بريطانية، ولدت في 13 مارس 1979 في نورثالرتون ‏ في المملكة المتحدة.

## وصلات خارجية
- كارلا أشفورد على موقع الاتحاد الدولي للتجديف (الإنجليزية)
- كارلا أشفورد على موقع اللجنة الأولمبية الدولية (الإنجليزية)
- كارلا أشفورد على موقع أوليمبيديا (الإنجليزية)
- كارلا أشفورد على موقع اللجنة الأولمبية البريطانية (الإنجليزية)